# Sphenomorphus tanahtinggi
Sphenomorphus tanahtinggi — вид сцинкоподібних ящірок родини сцинкових (Scincidae). Ендемік Малайзії.

## Поширення і екологія
Sphenomorphus tanahtinggi відомі з двох місцевостей, розташованих на схилах гір Лумаку і Трусмаді в штаті Сабах на півночі острова Калімантан. Вони живуть у вологих тропічних лісах, на висоті від 850 до 1180 м над рівнем моря.